# Manglicola
Manglicola är ett släkte av svampar. Manglicola ingår i familjen Aliquandostipitaceae, ordningen Jahnulales, klassen Dothideomycetes, divisionen sporsäcksvampar och riket svampar.
|            | Patescospora                                                                      |
|            |                                                                                   |
|            | Xylomyces                                                                         |
|            |                                                                                   |
|            | Brachiosphaera                                                                    |
|            |                                                                                   |
|            | Aliquandostipite                                                                  |
|            |                                                                                   |
|            | Jahnula                                                                           |
|            |                                                                                   |
| Manglicola | \| \| Manglicola guatemalensis \| \| \| \| \| \| Manglicola samuelsii \| \| \| \| |
|            | \| \| Manglicola guatemalensis \| \| \| \| \| \| Manglicola samuelsii \| \| \| \| |
|            | Ascagilis                                                                         |
|            |                                                                                   |
|            | Megalohypha                                                                       |
|            |                                                                                   |
|            | Manglicola guatemalensis                                                          |
|            |                                                                                   |
|            | Manglicola samuelsii                                                              |
|            |                                                                                   |

|  | Manglicola guatemalensis |
|  |                          |
|  | Manglicola samuelsii     |
|  |                          |